# NTT Communications
NTT Communications (エヌ・ティ・ティ・コミュニケーションズ株式会社, Enutiti Komyunikēshonzu Kabushiki-gaisha), ou NTT Com, est une filiale de Nippon Telegraph and Telephone (NTT), leader du marché japonais des télécommunications. NTT Communications offres des solutions de gestion de réseaux et de sécurité  aux publics, entreprises et gouvernements.

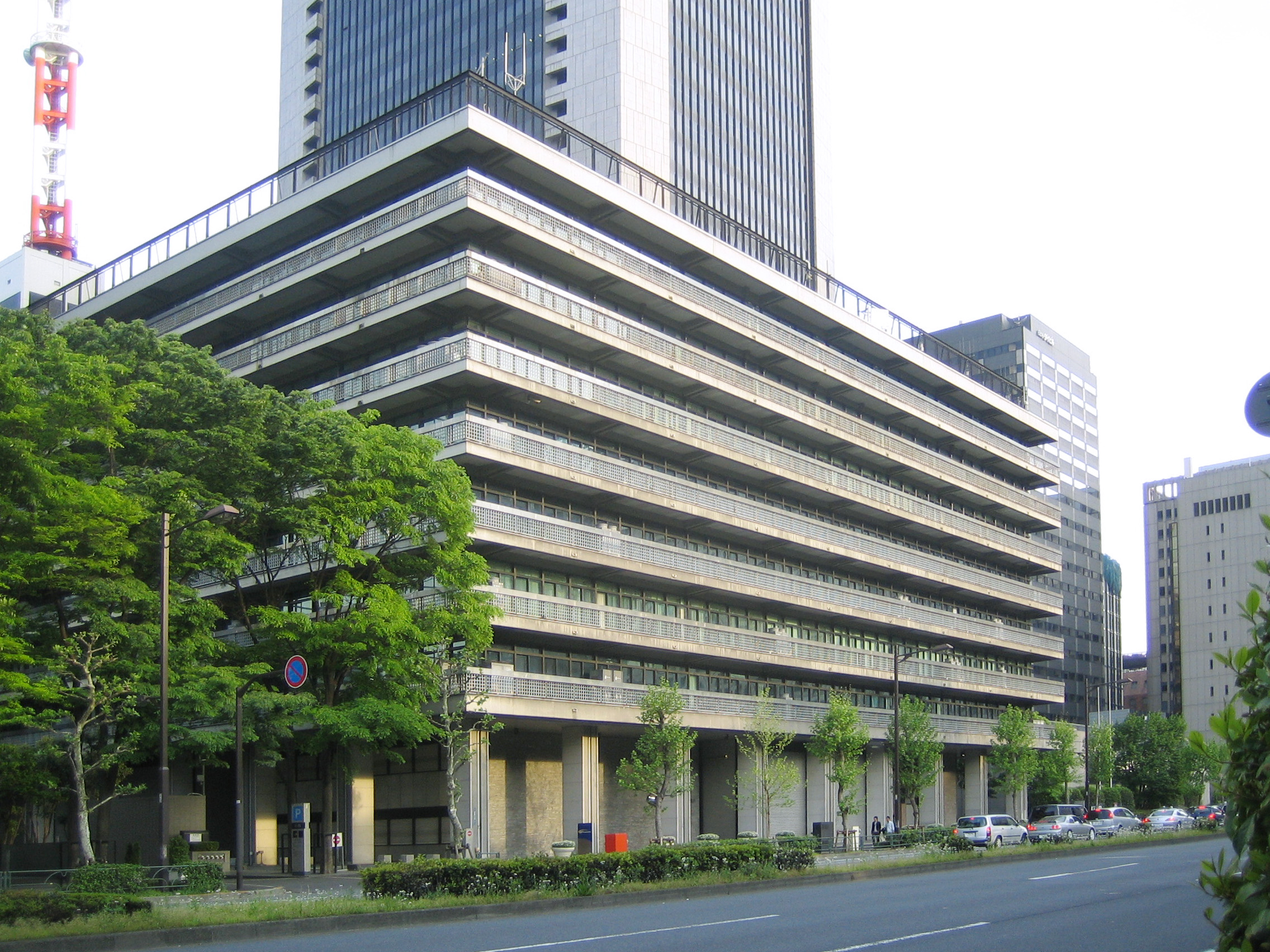
Bâtiment NTT Hibiya

NTT Com Group compte plus de 30 sociétés dans la région Asie-Pacifique, en Europe et sur le continent américain.
Depuis le 1er juillet 2019, NTT Communications et ses filiales font partie de NTT Ltd., qui est de facto la société holding de NTT.

## Histoire
NTT Communications a été créée en 1999 en tant que filiale de Nippon Telegraph and Telephone Corporation (日本電信電話株式会社, Nippon Denshin Denwa Kabushiki-gaisha). Il s'agit de la principale filiale de NTT spécialisée dans les services de télécommunications longue distance et internationales.
En mai 2011, NTT a acheté 70% de Frontline Systems, un fournisseur australien de services informatiques. En Octobre 2013, elle a fusionné Frontline Systems avec NTT Australia pour former NTT ICT.

## Filiales
NTT Communications comprend les principales filiales suivantes : 
- Arkadin
- Emerio
- Solutions Netmagic
- NTT Brésil
- NTT Com Asia - siège de NTT Communications en Asie de l'Est[7],[8]. Elle est responsable des marchés de Hong Kong, Macao, Taïwan et Corée, ainsi que de la gestion de sa filiale en propriété exclusive HKNet. Elle emploie plus de 380 personnes.
- NTT Com Security (anciennement Integralis)
- NTT Com Thailand
- NTT Communications India Private Limited
- NTT Communications Russia
- NTT Europe Ltd - fondée en 1988 et dont le siège est à Londres, au Royaume-Uni, avec des succursales dans de nombreux sites européens
- NTT ICT (Australie)
- NTT MSC
- NTT Resonant (ja)
- NTT Singapour
- NTTCom Managed Services
- OCN ou Open Computer Network
- Verio
- Virtela

## Voir également
- Télégraphe
- Téléphone